# Заёвское сельское поселение (Тверская область)
Заёвское се́льское поселе́ние — муниципальное образование в составе Пеновского района Тверской области.
Центр поселения — деревня Заёво.
Образовано в 2005 году, включило в себя территорию Заёвского сельского округа.

## Географические данные
- Общая площадь: 166,6 км²
- Нахождение: восточная часть Пеновского района
  - Граничит:
    - на северо-востоке — с Осташковским районом, Свапущенское СП и Хитинское СП
    - на юго-востоке — с Осташковским районом, Замошское СП
    - на юге — с городским поселением посёлок Пено
    - на западе — с Чайкинским СП

Западная граница поселения проходит по озёрам Стерж, Вселуг и Пено. По юго-восточной границе проходит железная дорога Бологое—Великие Луки.

## Население
| 2010 | 2011 | 2012 | 2013 | 2014 | 2015 | 2016 |
| ---- | ---- | ---- | ---- | ---- | ---- | ---- |
| 293  | →293 | ↗295 | ↗300 | ↗311 | ↘310 | →310 |
| 2017 | 2018 | 2019 | 2020 |      |      |      |
| ↘302 | ↘280 | ↘245 | ↘233 |      |      |      |

По переписи 2002 года — 461 человек, на 01.01.2008 — 423 человека.

## Населенные пункты
На территории поселения находятся 17 населенных пунктов:
| №  | Населённый пункт  | Тип              | Население |
| -- | ----------------- | ---------------- | --------- |
| 1  | Вселуки           | деревня          | ↘14       |
| 2  | Горка             | деревня          | ↘10       |
| 3  | Заёво             | деревня          | ↘94       |
| 4  | Квашнино          | деревня          | 24        |
| 5  | Косицкое          | деревня          | 7         |
| 6  | Лопатино          | деревня          | 17        |
| 7  | Нечаевщина        | деревня          | 10        |
| 8  | Олений Рог-1      | деревня          | 1         |
| 9  | Олений Рог-2      | деревня          | 1         |
| 10 | Орлинка           | деревня          | 6         |
| 11 | Переходовец       | деревня          | 11        |
| 12 | Подлядье          | деревня          | 22        |
| 13 | Починок           | деревня          | 23        |
| 14 | Синцово           | деревня          | ↘1        |
| 15 | Теплень           | деревня          | 1         |
| 16 | Турбаза «Орлинка» | населённый пункт | 38        |
| 17 | Ширково           | село             | ↘7        |

## История
В XVI—XVII веке территория поселения относилась к волости Вселужской и Стержской Ржевского уезда Русского государства.

С XVIII века территория поселения входила:
- в 1708—1727 гг. в Санкт-Петербургскую (Ингерманляндскую 1708—1710 гг.) губернию, Тверскую провинцию,
- в 1727—1775 гг. в Новгородскую губернию, Тверскую провинцию,
- в 1775—1796 гг. в Тверское наместничество, Осташковский уезд,
- в 1796—1929 гг. в Тверскую губернию, Осташковский уезд,
- в 1929—1935 гг. в Западную область, Пеновский район,
- в 1935—1944 гг. в Калининскую область, Пеновский район
- в 1944—1957 гг. в Великолукскую область, Пеновский район
- в 1957—1963 гг. в Калининскую область, Пеновский район
- в 1963—1973 гг. в Калининскую область, Осташковский район
- в 1973—1990 гг. в Калининскую область, Пеновский район
- с 1990 в Тверскую область, Пеновский район.

В середине XIX-начале XX века деревни поселения относились к Заёвской и Синцовской волостям Осташковского уезда.

## Достопримечательности
- Уникальная деревянная церковь Иоанна Предтечи на Ширковском погосте (памятник деревянного зодчества).
- Мемориальный комплекс «Ксты» — в память о заживо сожженных немецкими захватчиками жителях деревни Ксты.

## Известные люди
- Новиков, Василий Корнеевич (1907—1981) —  Герой Советского Союза (1945), полковник. Родился в деревне Наумово (переименована в Ширково).
- Румянцев, Пётр Ильич (1895—1989) — советский военный деятель, генерал-лейтенант (1945). Родился в деревне Нечаевщина.

## Экономика
Основное предприятие — совхоз (ООО) «Пеновский».